# Torneio das Nações de Futebol Feminino de 2018
O Torneio das Nações de 2018 foi a segunda edição desta competição, um torneio internacional de futebol feminino, consistindo em uma série de jogos amistosos. Foi realizado nos Estados Unidos, de 26 de julho a 2 de agosto de 2018, e teve as mesmas equipes da edição anterior. Os Estados Unidos sagrou-se campeão ao vencer o Brasil no jogo decisivo, conquistando seu primeiro título.

## Formato
O torneio contou com as equipes nacionais da Austrália, Brasil, Japão e os anfitriões, os Estados Unidos, competindo em um formato pontos corridos, com cada time jogando contra todos os outros uma vez. Três pontos são ganhos por uma vitória, um por empate e nenhum por derrota. Ranking atual da FIFA é importante, pois é um dos critérios de desempate.
| Equipe         | Ranking da FIFA em Junho de 2018 | Melhor campanha em Copas do Mundos   | Melhor campanha em Olímpiadas    |
| -------------- | -------------------------------- | ------------------------------------ | -------------------------------- |
| Austrália      | 8                                | Quartas-de-finais (2007, 2011, 2015) | Quartas-de-finais (2004, 2016)   |
| Brasil         | 7                                | Vice-campeão (2007)                  | Vice-campeão (2004, 2008)        |
| Estados Unidos | 1                                | Campeão (1991, 1999, 2015)           | Campeão (1996, 2004, 2008, 2012) |
| Japão          | 6                                | Campeão (2011)                       | Vice-campeão (2012)              |

## Locais de disputa
| Kansas City                          | East Hartford           | Bridgeview         |
| ------------------------------------ | ----------------------- | ------------------ |
| Children's Mercy Park                | Pratt & Whitney Stadium | Toyota Park        |
| Capacidade: 18,467                   | Capacidade: 40,642      | Capacidade: 20,000 |
|                                      |                         |                    |
| Kansas City East Hartford Bridgeview |                         |                    |

## Partidas
| Pos | Equipe         | Pts | J | V | E | D | GP | GC | SG |
| --- | -------------- | --- | - | - | - | - | -- | -- | -- |
| 1   | Estados Unidos | 7   | 3 | 2 | 1 | 0 | 9  | 4  | 5  |
| 2   | Austrália      | 7   | 3 | 2 | 1 | 0 | 6  | 2  | 4  |
| 3   | Brasil         | 3   | 3 | 1 | 0 | 2 | 4  | 8  | -4 |
| 4   | Japão          | 0   | 3 | 0 | 0 | 3 | 3  | 8  | -5 |

O primeiro jogo será disputado em 26 de julho de 2018.

Todos os horários são locais ( UTC -5 em Kansas City e Bridgeview, UTC -4 em East Hartford).
| 26 de Julho | Brasil      | 1-3       | Austrália                                               | Children's Mercy Park, Kansas City, Kansas |
| 15h15       | Debinha 79' | Relatório | Poliana 9' (g.c.) · Tameka Butt 39' · Samantha Kerr 50' | Público: 10,307 Árbitro: Christina Unkel   |

| 26 de Julho | Estados Unidos                                | 4-2       | Japão                                 | Children's Mercy Park, Kansas City, Kansas |
| 18h00       | Alex Morgan 18', 26', 56' · Megan Rapinoe 66' | Relatório | Mina Tanaka 20' · Moeno Sagakuchi 76' | Público: 18,467 Árbitro: Carol-Ann Chenard |

| 29 de Julho | Japão                 | 1-2       | Brasil                  | Pratt & Whitney Stadium, East Hartford, Connecticut |
| 16h15       | Moeno Sagakuchi 90+3' | Relatório | Marta 76' · Beatriz 90' | Público: 13,027 Árbitro: Katja Koroleva             |

| 29 de Julho | Estados Unidos    | 1-1       | Austrália         | Pratt & Whitney Stadium, East Hartford, Connecticut |
| 19h00       | Lindsey Horan 90' | Relatório | Chloe Logarzo 22' | Público: 21,570 Árbitro: Ekaterina Koroleva         |

| 02 de Agosto | Austrália                              | 2-0       | Japão | Toyota Park, Bridgeview, Illinois       |
| 16h45        | Alanna Kennedy 47' · Samantha Kerr 81' | Relatório |       | Público: 11,922 Árbitro: Katja Koroleva |

| 02 de Agosto | Estados Unidos                                                       | 4-1       | Brasil                   | Toyota Park, Bridgeview, Illinois           |
| 19h30        | Rose Lavale 33' · Julie Ertz 55' · Tobin Heath 61' · Alex Morgan 77' | Relatório | Tierna Davidson 16' g.c. | Público: 18,309 Árbitro: Quetzalli Alvarado |

## Premiação
| Torneio das Nações de 2018         |
| Estados Unidos                     |
| ---------------------------------- |
| Estados Unidos Campeão (1° título) |

## Artilharia
| Gols       | Jogadora        | Equipe         |
| ---------- | --------------- | -------------- |
| 4          | Alex Morgan     | Estados Unidos |
| 2          | Samantha Kerr   | Austrália      |
| 2          | Moeno Sakaguchi | Japão          |
| 1          | Tameka Butt     | Austrália      |
| 1          | Chloe Logarzo   | Austrália      |
| 1          | Alana Kennedy   | Austrália      |
| 1          | Debinha         | Brasil         |
| 1          | Marta           | Brasil         |
| 1          | Beatriz         | Brasil         |
| 1          | Mina Tanaka     | Japão          |
| 1          | Julie Ertz      | Estados Unidos |
| 1          | Megan Rapinoe   | Estados Unidos |
| 1          | Lindsey Horan   | Estados Unidos |
| 1          | Rose Lavale     | Estados Unidos |
| 1          | Tobin Heath     | Estados Unidos |
| Gol contra | Poliana         | -->            |
| Gol contra | Tierna Davidson | -->            |